# 中島さち子
中島 さち子（なかじま さちこ、1979年6月13日 - ）は、日本のジャズピアニスト・数学教育者・実業家。株式会社steAm創業者。経済産業省委員。2025年日本国際博覧会のテーマ事業プロデューサーの一人。

## 略歴
フェリス女学院中学校・高等学校、東京大学理学部数学科卒業。一女の母。大阪府出身。
高校在学中、日本数学オリンピック本戦で女性として初めて川井杯を受賞。1996年、国際数学オリンピックインド大会に出場、日本人女性として初めて金メダルを獲得。1997年のアルゼンチン大会にも連続出場、銀メダルを獲得。大学在学中の1999年には共著で『ゼータの世界』（日本評論社）を出版。4年生になると就職活動の代わりにジャズクラブを回りピアノを彈いていた。大学卒業後予備校講師をしつつ生活、約10年間は音楽活動に専念、2011年頃より音楽活動の傍ら数学研究を再開。学会発表や論文執筆を並行して行っている。
音楽は4歳の時からピアノ・作曲を学んでいたというが、大学入学後ジャズに興味を持ち、2002年頃から独自のトリオを率いてライブ活動を本格的に開始。2003年夏には渋さ知らズに加入、キーボーディストとしても活動、フジロックフェスティバルにも出場した。河合塾K会に、講師として在籍（2011年度現在）。2005年に結婚、長女が生れる。数年後夫と離別し、2012年にe-ラーニングの会社に就職。
2014年頃からはSTEAMに関心を持ちはじめ、2017年にはSTEAMの普及を目指して株式会社steAmを創立した。2018年からは2年間、ニューヨーク大学芸術学部修士課程に留学。また、経済産業省委員にも就任した。
2020年7月には2025年日本国際博覧会のテーマ事業プロデューサーの一人に決定した。担当するテーマは「いのちを高める」。
2025年日本国際博覧会（大阪・関西万博）に中島さち子シグネチャーパビリオン「いのちの遊び場 クラゲ館」がオープン。

## 作品
- CD：REJOICE 2010年2月 発売

## 数学の業績
- 中島さち子・小山信也 『一般化された置換のゼータ関数とその応用』 （日本数学会秋季総合分科会，2011年9月29日，於信州大学）
- Shin-ya Koyama and Sachiko Nakajima (2012). “Zeta functions of generalized permutations with application to their factorization formulas”. Proceedings of the Japan Academy , Series A (日本学士院) 88 (8):  115-120. doi:10.3792/pjaa.88.115 2021年11月5日閲覧。.

## 著書
- ゼータの世界 （黒川信重・若山正人・梅田亨との共著、1999年6月、日本評論社）
- 人生を変える「数学」そして「音楽」 （2012年7月、講談社）
- すべての人の微分積分学 （小山信也との共著、2013年3月、日本評論社）

## テレビ出演
- 2010年8月22日、テレビ朝日 「GLOBE-突破する力」
- 2010年9月22日、日本テレビ 「1億人の大質問!?笑ってコラえて!」 - 『数学が好きになる丸秘授業』を開講。
- 2011年9月、フジテレビ 「たけしのコマ大数学科」
- 2011年12月、フジテレビ 「たけしのコマ大数学科」

## 講演会
- STEAM×健康とオープンデータの可能性 大阪・関西万博に向けて（2021年12月01日、YouTubeLive配信、データヘルス・予防サービス見本市２０２１）[9][10]